# Guerra civil romana (411-413)
La guerra civil romana entre els anys 411 i 413 va ser un conflicte bèl·lic que va enfrontar al govern de l'Imperi Romà d'Occident enfront de l'usurpador Joví i a aquest, al seu torn, amb els visigots.
Es considera que va ser una conseqüència del resultat de la guerra civil que va enfrontar a Constantí de Britània contra el govern imperial situat a Ravenna, ja que va començar pocs mesos després de finalitzar la mateixa amb la proclamació a la Gàl·lia d'un alt funcionari del derrotat usurpador: Joví. Aquest es va haver de recolzar en grups de foederati bàrbars per l'escassetat de tropes a la Gàl·lia i va rebre el suport dels visigots dirigits per Ataülf els que pretenien dominar-lo com una marioneta. Quan això no va passar, aquests van entaular negociacions amb el govern de Ravenna i van canviar de bàndol a canvi de subministraments i un acord d'amistat el que va resultar fatal per a Joví qui, abandonat pels seus aliats, va ser capturat i executat.

## Antecedents: la usurpació de Constantí de Britània
A la primavera de 407 Constantí de Britània va ser proclamat emperador per les tropes romanes a Diòcesi de Britània i va aconseguir, al cap de poc, el suport de l'exèrcit i bona part de l'aristocràcia a les Gàl·lies i Hispània que van veure, en ell, la millor opció per fer front a la coalició de pobles danubians que havia travessat la frontera del Rin en la darrera nit de 406. Després de dos anys d'èxit lluita contra els invasors i el govern imperial de Ravenna, va aconseguir controlar els primers i ser reconegut pel segon de tal manera que, per a inicis de 409, va aconseguir el cim del seu poder i va tenir sota la seva autoritat la pràctica totalitat de la prefectura de les Gàl·lies.
L'actuació dels invasors del Rin i els problemes interns dins del seu territori van portar, però, que, en poc menys de dos anys, la seva àrea de control quedés reduïda a l'est de la Gàl·lia i a la frontera del Rin. Això va ser aprofitat pel govern imperial per llançar una campanya militar contra ell el 411 que va aconseguir posar fi a la seva usurpació.

## Esclat

### Proclamació de Joví

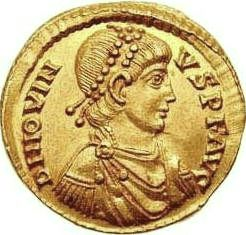
Imatge de Joví en una moneda. Va aprofitar que les tropes imperials havien marxat a Itàlia per proclamar-se emperador.

Constantí de Britània s'havia donat suport, durant el seu govern, a bona part de l'elit gal·loromana d'on van sortir els quadres d'alts funcionaris que el van formar. Quan va ser derrotat, l'exèrcit imperial va haver de tornar a Itàlia per continuar amb la seva defensa davant dels visigots i això va permetre un buit de poder dins de la Gàl·lia que va ser aprofitat per la seva aristocràcia per elevar com a emperador un d'ells: Joví, qui havia estat un alt càrrec de Constantí.
La seva proclamació es va realitzar al final de l'estiu de 411 a la ciutat de Mogoncíacum situada a la frontera del Rin on ja quedaven molt poques tropes romanes després d'anys de guerra contra els invasors del Rin i el govern imperial. Aquesta escassetat d'efectius militars el va obligar a buscar el suport de contingents foederati situats a la rodalia: els alans de Goar, assentats en territori imperial des que es canviessin de bàndol després de la invasió del Rin, i els burgundis de Gondicari els qui vivien a l'altra banda del riu. Els primers sembla que el van recolzar amb la idea que es tractava d'un emperador legítim i no un usurpador mentre que els segons ho van fer a canvi del dret d'assentar-se al costat romà del riu i crear-hi la seva pròpia entitat política sense subjecció al control imperial.

### Àrea controlada per Joví
Amb els seus aliats bàrbars es va traslladar cap al sud sense resistència i va establir la seva capital a Valentia (Valença), ja que les altres dues ciutats importants a la vall del Roine —Arles i Vienne— havien quedat molt danyades durant l'anterior guerra civil protagonitzada per Constantí de Britània.
Joví no va trigar a sumar suports dins de la Gàl·lia i va ser recolzat per les elits civils de les seves dues diòcesis (Gàl·lies i Set Províncies). No va aconseguir, però, l'adhesió de la part occidental controlada pels bagaudes ni la dels britanoromans. L'àrea no ocupada pels bàrbars a la diòcesi d'Hispània tampoc es va unir a ell i va romandre fidel al govern d'Honori. territori va escapar al seu control, i això va permetre que el prefecte de la Gàl·lia —Dardà— romangués allà sense fugir i que els passos alpins que conduïen a Itàlia quedessin oberts.
Dins d'Itàlia, amb tot, Joví va poder trobar un aliat: el got Sarus qui, juntament amb els seus seguidors, havia abandonat la seva aliança amb l'Imperi i romania neutral a la guerra que l'enfrontava contra els visigots. Sarus va decidir unir-se a Joví i va marxar amb la seva tropa a la Gàl·lia.

## Desenvolupament

### Reacció del govern imperial
L'exèrcit imperial havia pogut realitzar la seva campanya per acabar amb Constantí gràcies al fet que els visigots es trobaven al sud d'Itàlia i no podien amenaçar el govern de Ravenna. Quan, sota el comandament d'Ataülf van iniciar la seva marxa cap al nord, Flavi Constanci no va tenir més remei que tornar a Itàlia amb totes les tropes per defensar la capital. Els visigots, però, no es van dirigir cap a Ravenna sinó que es van instal·lar a l'oest de la vall del Po, al costat dels passos alpins que conduïen a la Gàl·lia interposant-se, d'aquesta manera, entre tots dos bàndols i impedint, amb això, un atac d'Honori contra l'usurpador.

### Intervenció dels visigots

Situació de l'Imperi occidental l'any 413. Joví va aconseguir controlar bona part de la Gàl·lia abans de ser derrotat pels visigots aliats de l'Imperi.
Zones de control:
Honori
Joví
Heraclià
Britanoromans
Bagaudes
Burgundis
Visigots
Alans, sueus i vàndals

Quan els visigots van arribar al costat dels Alps, Alaric ja havia mort i havia estat succeït per Ataülf qui va continuar amb l'estratègia de recolzar a un emperador alternatiu a Honori per a usar-lo com a marioneta. Assessorat per Prisc Àtal, el líder visigot es va posar en contacte amb Joví per anunciar-li el seu suport militar. Això presentava avantatges i inconvenients per a l'usurpador: d'una banda, la col·laboració dels visigots el protegiria d'un atac imperial, però, de l'altra, tindrien un paper dominant a l'aliança.
Joví va acceptar l'acord i els visigots van travessar els Alps a la primavera de 412 per instal·lar-se al sud de la Gàl·lia. L'expectativa d'Ataülf era, en efecte, que ell actuaria segons el seu criteri i l'usurpador havia de comptar amb la seva opinió per a qualsevol decisió important tal com havia estat la relació entre Àtal i Alaric. La primera mostra va ser l'assassinat de Sarus qui, en dirigir-se amb els seus homes a la Gàl·lia per unir-se a Joví, va ser interceptat i mort pels visigots. L'usurpador, això no obstant, no estava disposat a exercir un paper subordinat i sense consultar amb Ataülf, va nomenar coemperador el seu germà Sebastià, una mostra d'independència que no va agradar al visigot qui va veure difícil, llavors, poder dominar a Joví al seu gust.
Quan Ataülf va veure frustrat el seu pla de controlar Joví va decidir utilitzar el seu suport com a moneda de canvi per obtenir, així, algun avantatge del govern de Ravenna. A finals de 412 va entaular negociacions amb la mediació de Dardà i a principis de 413 va aconseguir que Honori li oferís una gran quantitat de cereal per alimentar el seu poble a més de concloure un tractat d'aliança.

### Caiguda de Joví

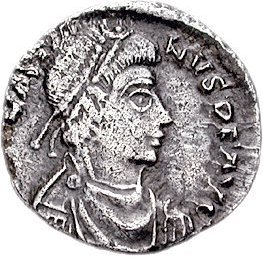
Imatge de Sebastià en una moneda. Era germà de Joví i el seu nomenament com a coemperador va provocar el canvi de bàndol dels visigots.

Després de l'acord amb Honori, els visigots es van posar en marxa a inicis de l'estiu de 413 i van aconseguir capturar Sebastià a Arles després del que va ser enviat a Dardà qui el va executar. Seguidament es van dirigir al nord per la vall del Roine disposats a enfrontar-se a Joví i els seus aliats burgundis i alans. Els primers van preferir tornar al Rin i assegurar la possessió de l'àrea que, dins del territori romà, els havia concedit Joví. Els segons, per la seva banda, van abandonar l'usurpador en veure que no era un emperador legítim i van mantenir la seva obediència al govern imperial de Ravenna.
Joví es va tancar a Valence amb els pocs soldats que li quedaven i va ser assetjat pels visigots. Les seves possibilitats de resistir eren nul·les i en poc temps va acordar rendir-se. Ataülf el va enviar presoner a Dardà al costat de diversos dels seus seguidors. Van córrer la mateixa sort que Sebastià perquè van ser executats immediatament. Els caps de Joví i Sebastià van ser exhibits a Ravenna el 30 d'agost de 412 mentre que un altre germà —Sal·lusti— va ser capturat per tropes regulars romanes i també executat.

## Conseqüències i esdeveniments posteriors
La conseqüència més notable per a l'Imperi occidental va ser l'assentament dels burgundis dins de les seves fronteres on van crear el seu primer regne i van incrementar així el nombre de pobles bàrbars instal·lats en territori imperial. L'enfrontament va tenir, amb tot, una part positiva per a l'Imperi, ja que els visigots van abandonar la península italiana i això va permetre una millora de la situació estratègica del malmès exèrcit romà dirigit per Flavi Constanci qui va aprofitar la situació per passar a l'ofensiva contra ells.
D'acord amb el tractat d'aliança acordat amb els visigots, l'Imperi els va permetre assentar-se a Aquitània i es va comprometre a subministrar-los cereals, a canvi els va exigir la devolució de Gal·la Placídia, capturada per ells en 410. Els promesos subministraments no van arribar, ja que el govern de Ravenna va perdre, al cap de poc, el control de la diòcesi d'Àfrica des d'on havien d'enviar-se. Això va portar els visigots a saquejar Aquitània i obtenir-los pel seu compte de manera que, quan es va recuperar el control d'Àfrica i es va poder complir amb el subministrament, Ataülf va preferir trencar l'acord i es va negar a tornar la germana d'Honori.